# オーハ島
オーハ島（オーハじま）は、沖縄県島尻郡久米島町に属する無人島。東奥武（あがりおう）島とも呼ばれる。

## 地理
オーハ島は奥武島の東400mに位置し、面積0.37km2、周囲2.7kmの島である。島の東側には、はての浜（スカイホリデーリーフ）と呼ばれる全長7kmの細長い砂州があり、観光スポットとなっている。島の中央部に数軒の廃屋が残る。

## 歴史
明治時代末期に渡名喜島から2家族が入植し、1960年（昭和35年）は134人が住んでいたが、この年以降からは沖縄本島への転出が相次ぎ、2003年頃には3世帯5人にまで減少し、2011年には人口1人となっている。2015年に最後の住人が島を去り無人島になった。人口調査帳簿上では、2023年2月時点で1世帯9人が登録されている。過去にサトウキビの生産などが行われていた。

### 行政の変遷
1908年（明治41年）島尻郡仲里村の一部 → 1946年（昭和21年）アメリカ合衆国施政権下 → 1972年（昭和47年）日本返還 → 2002年（平成14年）久米島町

## 交通
オーハ島は隣の奥武島との間に橋は架けられていない。島には1台も車がなく、舗装された道路も存在しない。定期便はないが、久米島の泊漁港（泊フィッシャリーナ）からチャーター船が運航されている。奥武島との海峡は、狭いところで200m程度であり、大潮の干潮のときには砂浜が現れるため奥武島から10分程で歩いて渡ることができる。かつて住民は満潮時でも竹馬で渡っていた。現在では主にサバニや小型船が利用されている。後述の市橋も奥武島に泳いで渡って真水を調達していた。船を通すため一部を深堀にしてある箇所もあり、流れが速く危ない時は通ることが出来ない。

## 特記事項
- リンゼイ・アン・ホーカー殺害事件（千葉県市川市における英国人女性殺人・死体遺棄事件）の犯人・市橋達也受刑者（当時28歳）は、逃亡中4度にわたってオーハ島に潜伏していた[9]。市橋は、島の東側海岸近くにあった、コンクリートブロック造りの元アメリカ軍の監視小屋に最長3か月もの間隠れ住み、自給自足の生活を送った[11][12]。2013年にディーン・フジオカによって本事件が『I am ICHIHASHI 逮捕されるまで』として映画化された際には、同島のジャングルや潜伏先のコンクリート小屋で3日間の現地撮影が行われた[13][14]。
- オーハ島やナカノ浜の沖合には、琉球王国の進貢船、大陸や東南アジアを結んだ交易船などの残骸が沈んでおり[2]、海底調査では青磁器や白磁器の他、大型の木製アンカーや碇石などが引き上げられている[2]。2011年にはオーハ島で南西諸島初の水中文化遺産見学会が開催されている[15]。
- オーハ島には水源がなく[9]、水道は奥武島からの海底送水を利用している。